# 1. division i ishockey 1963-64
1. division i ishockey 1963-64 var turneringen om det syvende DM i ishockey. Mesterskabet blev arrangeret af Dansk Ishockey Union, og det var fjerde sæson, at mesterskabet blev afviklet i ligaform. Turneringen havde deltagelse af fem hold, der spillede en dobbeltturnering alle-mod-alle.
Mesterskabet blev vundet af KSF, som dermed vandt DM-titlen for femte gang. Sølvmedaljerne gik til Rungsted Ishockey Klub, mens bronzemedaljerne blev vundet af Esbjerg SK.

## Resultater og stillinger
De fem deltagende hold spillede en dobbeltturnering alle-mod-alle.
| Nr | Hold            | K | V | U | T | Mf |   | Mi | +/- | P  |
| -- | --------------- | - | - | - | - | -- | - | -- | --- | -- |
| 1  | KSF             | 8 | 6 | 1 | 1 | 45 | – | 17 | +28 | 13 |
| 2  | Rungsted IK (M) | 8 | 5 | 1 | 2 | 50 | – | 20 | +30 | 11 |
| 3  | Esbjerg SK      | 8 | 5 | 1 | 2 | 42 | – | 27 | +15 | 11 |
| 4  | Gladsaxe SF     | 8 | 1 | 1 | 6 | 20 | – | 54 | −34 | 3  |
| 5  | USG             | 8 | 1 | 0 | 7 | 23 | – | 62 | −39 | 2  |

 K: Kampe spillet, V: Vundne kampe, U: Uafgjorte kampe, T: Tabte kampe, Mf: Mål for, Mi: Mål imod, +/-: Måldifference, P: Point

 
Der var ingen nedrykning fra 1. division, eftersom rækken blev udvidet fra fem til seks hold. Op fra 2. division rykkede vinderen af 2. division øst, Rødovre SIK, som i oprykningkampen på hjemmebane mod vinderen af 2. division vest, Silkeborg Skøjteløberforening, sejrede med 4-0.